# Borja
Borja é um município da Espanha na província de Saragoça, comunidade autónoma de Aragão. Tem 154 km² de área e em 2021 tinha 5 037 habitantes (densidade: 32,7 hab./km²).
A cidade recebeu especial atenção da imprensa depois da restauração mal sucedida de uma obra de Elías García Martínez feita uma senhora octogenária. A notícia ganhou enorme repercussão internacional, tendo sido publicada em jornais de mais de 160 países e se tornou em um dos maiores fenômenos mediáticos de 2012. Após a reconstrução, a cidade se tornou destino turístico, com centenas de viajantes visitando a cidade para ver a pintura que se tornou meme, atraindo recursos para o local.

## Demografia
| Variação demográfica do município entre 1991 e 2004 | Variação demográfica do município entre 1991 e 2004 | Variação demográfica do município entre 1991 e 2004 | Variação demográfica do município entre 1991 e 2004 |
| --------------------------------------------------- | --------------------------------------------------- | --------------------------------------------------- | --------------------------------------------------- |
| 1991                                                | 1996                                                | 2001                                                | 2004                                                |
| 4060                                                | 4174                                                | 4295                                                | 4348                                                |